# ZI-Praxis-Panel

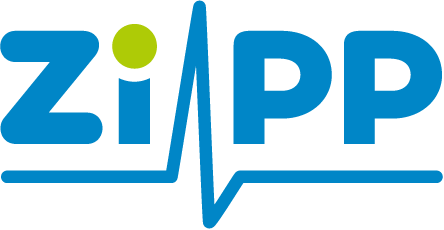

Das Zi-Praxis-Panel, abgekürzt ZiPP, ist eine repräsentative Wiederholungsbefragung von niedergelassenen Ärzten und Psychotherapeuten zu betriebswirtschaftlichen Daten durch das Zentralinstitut für die kassenärztliche Versorgung der Bundesrepublik Deutschland (Zi). Die Teilnahme an der Befragung ist freiwillig und vollständig anonym. Die Erhebung ist in zweierlei Hinsicht so angelegt, dass die wirtschaftliche Entwicklung in den Praxen im Zeitverlauf nachvollzogen werden kann: Zum einen werden in jeder Erhebungswelle Informationen zu Einnahmen und Aufwendungen erfasst, wodurch die wirtschaftliche Entwicklung über einen Zeitraum von bis zu vier Jahren beschrieben werden kann; zum anderen werden die Praxen im Zi-Praxis-Panel über mehrere Jahre hinweg wiederholt befragt (Längsschnittstudie).

## Erhebungsinhalte und Veröffentlichungen
Erhoben werden Informationen zur Praxisstruktur, zur Personalausstattung sowie zur steuerlichen Einnahmenüberschussrechnung. Die Befragung erfolgt per Online-Fragebogen. Der Online-Fragebogen ist in zwei Teile gegliedert. Der Fragebogen zu den Praxisdaten umfasst Fragen zur Praxisstruktur und Personalausstattung und wird durch den teilnehmenden Arzt oder Psychotherapeuten ausgefüllt. Der vom Steuerberater auszufüllende Fragebogen zu den Finanzdaten beinhaltet Fragen zur steuerlichen Einnahmenüberschussrechnung und zur Investitionstätigkeit. Die Teilnehmerangaben werden unter Wahrung der Anonymität durch das Zi um Informationen aus Abrechnungsdaten ergänzt, die bei den Kassenärztlichen Vereinigungen bereits vorliegen. Dies betrifft unter anderem Informationen zu Abrechnungsgebieten, zu Gebührenordnungspositionen, zu Behandlungsfällen, zum Leistungsbedarf sowie zum Honorar.
Die mittels Befragung erhobenen Daten werden gemeinsam mit den KV-Abrechnungsdaten ausgewertet. Auf diese Weise kann auch der Zusammenhang von Kostenstrukturen und erbrachten Leistungen analysiert werden. Die zentralen Ergebnisse der jeweiligen Erhebungswelle werden veröffentlicht. Diese Veröffentlichungen stellen eine Grundlage für die Verhandlungen zwischen den Krankenkassen und der Kassenärztlichen Bundesvereinigung bzw. den Kassenärztlichen Vereinigungen dar.

## Stichprobenverfahren und Gewichtung
Die statistische Grundgesamtheit bildeten alle im Bundesarztregister bei der Kassenärztlichen Bundesvereinigung geführten Praxen zugelassener Vertragsärzte und Vertragspsychotherapeuten mit Vollzulassung und im Zi-Praxis-Panel relevanten Fachgruppen zugeordnet sind.
Um eine repräsentative Erhebung zu ermöglichen, wurde die Stichprobe nach Fachgebieten und Regionen geschichtet. Diese Regionen basieren auf den Kreistypen des Bundesinstituts für Bau-, Stadt- und Raumforschung, die entsprechend der jeweiligen Bevölkerungsdichte zusammengefasst wurden. Aus der Kombination von 34 Fachgebieten und 3 Regionstypen entstanden 102 Gruppen. Für diese wurde eine einfache Zufallsstichprobe gezogen.

## Erhebungsform und -zweck
Das Zentralinstitut für die kassenärztliche Versorgung in Deutschland ist die Forschungseinrichtung der Kassenärztlichen Vereinigungen und der Kassenärztlichen Bundesvereinigung und eine rechtsfähige Stiftung. Das Zi führt die Erhebung im Rahmen seiner satzungsgemäßen Aufgaben aus eigenen Mitteln durch. Die Träger des Zi benötigen die im Zi-Praxis-Panel erhobenen Informationen für ihre gesetzlichen Aufgaben auf Bundesebene zur Kalkulation von Gebührenordnungspositionen und Weiterentwicklung des Orientierungswerts gemäß § 87 SGB V sowie auf Landesebene bei der Vereinbarung des Punktwerts sowie ggf. von Fördermaßnahmen im Rahmen der Gesamtverträge gemäß § 87a SGB V. Hierbei ist jeweils die Entwicklung der für Vertragsarztpraxen relevanten Investitions- und Betriebskosten zu berücksichtigen. Ebenfalls werden die erhobenen Daten im Rahmen wissenschaftlichen Forschung am Zi genutzt.

## Beiräte
Zur methodischen und wissenschaftlichen Beratung hat das Zi für das Zi-Praxis-Panel einen wissenschaftlichen Beirat berufen. Er trägt als neutrale Institution dazu bei, dass Erkenntnisse der Wissenschaft in die fachliche Arbeit einfließen. Über ihre beratende Tätigkeit hinaus nutzen die Mitglieder des wissenschaftlichen Beirats die Datengrundlagen des Zi-Praxis-Panels für Forschungsvorhaben sowie für Publikationen des Beirats oder einzelner Mitglieder.
Zur Unterstützung des Projektteams in fachlichen Fragen hat der Vorstand des Zi einen Fachbeirat berufen. Er berät in Erhebungs- und Analysefragen bezüglich der für Arztpraxen in den unterschiedlichen Fachgruppen und Leistungsschwerpunkten relevanten Aufwands- und Ertragsarten sowie für den Betrieb einer Arztpraxis notwendigen Investitionen. Ein weiterer Aufgabenschwerpunkt des Fachbeirats besteht in der Beurteilung des Daten- und Analysekonzeptes anhand der Kriterien Vollständigkeit, Praktikabilität und Transparenz.